# Умбри (риби)
Умбрите (Umbra) са род актиноптери от семейство Умброви (Umbridae).
Таксонът е описан за пръв път от Вилхелм Хайнрих Крамер през 1777 година.

## Видове
- Umbra krameri – Европейска умбра
- Umbra limi
- Umbra pygmaea – Дребна умбра